# Вилпосл
Вилпо́сл (рос. Вылпосл) — селище у складі Приуральського району Ямало-Ненецького автономного округу Тюменської області, Росія. Входить до складу Аксарківського сільського поселення.
Населення — 76 осіб (2010, 69 у 2002).
Національний склад станом на 2002 рік: ханти — 100 %.